# Bījār Pes
Bījār Pes (persiska: Bījār Pes-e Avval, بیجار پس) är en ort i Iran.   Den ligger i provinsen Gilan, i den nordvästra delen av landet, 230 km nordväst om huvudstaden Teheran. Bījār Pes ligger 7 meter över havet och antalet invånare är 660.
Terrängen runt Bījār Pes är platt, och sluttar norrut. Runt Bījār Pes är det tätbefolkat, med 659 invånare per kvadratkilometer. Närmaste större samhälle är Rasht, 5,3 km nordväst om Bījār Pes. Trakten runt Bījār Pes består till största delen av jordbruksmark.